# تطوير للأبحاث (شركة)
تطوير للأبحاث (بالإنجليزية: Tatweer Research)‏ هي شركةٌ ليبيةٌ تعملُ على إعداد الأبحاث والدراسات إلى جانب بناء المشاريع في عدةِ مجالاتٍ من بينها ريادة الأعمال والتكنولوجيا والطاقة المتجددة والتنمية المستدامة. تأسست الشركة عام 2010 وهي تتبع الصندوق الليبي للاستثمار الداخلي والتنمية التابع للمؤسسة الليبية للاستثمار ومصرف ليبيا المركزي. تهدف تطوير للأبحاث إلى تنويع النشاط الاقتصادي الليبي وتخفيض الإعتماد على النفط بوصفه مورداً اقتصادياً وذلك من خلال الاستثمار في مجالاتٍ مستدامةٍ تُعزز بناء اقتصاد المعرفة. في غضون السنوات الماضية، أنجزت الشركة العديد من البرامج والمشاريع بالتعاون مع جهاتٍ محليةٍ ودوليةٍ من بينها جامعة بنغازي والجامعة الليبية الدولية للعلوم الطبية ووزارة التعليم الليبية وبرنامج الأمم المتحدة الإنمائي والاتحاد الأوروبي وجامعة كامبريدج ومنتدى معهد ماساتشوستس للتكنولوجيا لريادة الأعمال في العالم العربي.

## خلفية
تأسست شركة تطوير للأبحاث في عام 2010 بموجب القانون التجاري الليبي وهي تابعة للصندوق الليبي للاستثمار الداخلي والتنمية ويترأس إدارتها التنفيذية خالد المفتي. تسعى الشركة إلى تعزيز التنوع الاقتصادي في ليبيا عبر دعم رواد الأعمال واستقطاب الخبرات والاستثمارات الدولية كما إنها تهدف إلى بناء اقتصادٍ قائمٍ على المعرفة يُوفر حلولاً للتحديات المتعلقة بالتعليم والرعاية الصحية والطاقة المتجددة. يكمن مقرها الرئيسي في مدينة بنغازي إلا أنها عملت على تنفيذ مشاريعٍ في مختلف مناطق ومدن ليبيا. تعاونت الشركة منذ تأسيسها مع جهاتٍ محليةٍ ودوليةٍ لتنفيذ مشاريعٍ مرتبطةٍ بالحلول التقنية وريادة الأعمال مما جعلها تستقطب اهتماماً من مسؤولين دوليين من بينهم المبعوث السابق للأمم المتحدة في ليبيا غسان سلامة ومُنسقة الشؤون الإنسانية للأمم المتحدة في ليبيا جورجيت غانيون. شاركت تطوير للأبحاث في مؤتمراتٍ دوليةٍ عدة حيث مثّلت الشركة دولة ليبيا لأول مرة في مؤتمر الكونغرس العالمي لريادة الأعمال والذي أُقيم بإسطنبول في أبريل 2018 كما شاركت في منتدى الابتكار العالمي الذي أُقيم بالعاصمة البحرينية المنامة في أكتوبر 2018. تحصلت الشركة في عام 2019 على شهادة 9001 لنظام إدارة الجودة وشهادة 14001 لنظام الإدارة البيئية من المنظمة الدولية للمعايير.

## البرامج والمشاريع

### برنامج تدريب الخريجين في كامبريدج

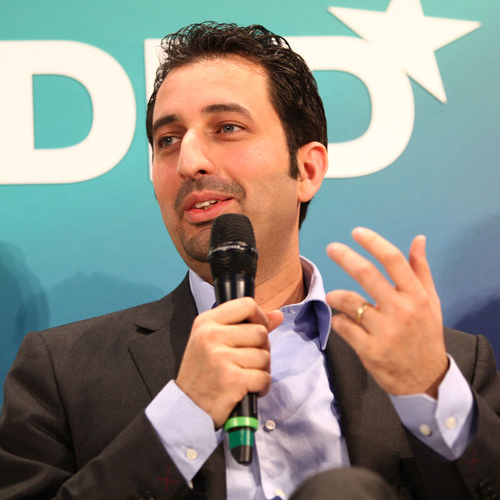
المدير التنفيذي لشركة تطوير للأبحاث خالد المفتي

قامت الشركة في عام 2014 بإعداد برنامجٍ تدريبيّ بالتعاون مع جامعة كامبريدج البريطانية، حيث أرسلت مجموعةً مُكونةً من 23 موظفاً حديثي التخرج إلى كلية الأعمال بالجامعة من أجل المشاركة في دوراتٍ لتنمية قدراتهم المهنية. أنتجت قناة BBC World News في عام 2015 فيلماً وثائقياً بعنوان Young, Clever and Libyan والذي يروي قصة مشاركة موظفي الشركة في هذا البرنامج التدريبي.

### مركز تطوير لريادة الأعمال
افتتحت الشركة مركزاً لريادة الأعمال في مارس 2018 وعملت من خلاله على دعم رواد الأعمال في ليبيا عبر تمويل المشاريع الناشئة وتوفير الدورات التدريبية والاستشارية وتخصيص مساحة عمل لهم وذلك بدعمٍ من برنامج الأمم المتحدة الإنمائي والاتحاد الأوروبي كما قَدّم المركز في نوفمبر 2018 مِنحاً ماليةً لمجموعة من رواد الأعمال الشباب لدعم مشاريعٍ ناشئةٍ في مجالات التعليم والصحة والتجارة والخدمات. وفقاً لبرنامج الأمم المتحدة الإنمائي، فإن مركز تطوير لريادة الأعمال قد «ألهم منذ انطلاقه العديد من الشباب والشابات في جميع أنحاء البلاد للبدء في إنشاء مشاريعٍ تجاريةٍ خاصةٍ بهم واعتماد تقنياتٍ مبتكرةٍ ومواكبة التطورات العالمية في جميع القطاعات بهدف رفع كفاءة وقدرة القطاع الخاص في ليبيا.»

### مسابقة «إنجازي»
أطلقت شركة تطوير للأبحاث في عام 2017 أول مسابقة لرواد الأعمال في ليبيا تُدعى «إنجازي» وذلك بالتعاون مع منتدى معهد ماساتشوستس للتكنولوجيا لريادة الأعمال في العالم العربي. دامت المسابقة لمدة ستة أشهر وانتهت بفوز ثلاث فرق من مدن ليبية مختلفة. عرضت قناة BBC World News في مايو 2018 فيلماً وثائقياً من إنتاجها بعنوان Start Up Libya حيث يروي هذا الفيلم أحداث المسابقة وقصص المشاركين فيها.

### دراسة سوق العمل الليبي
أجرت شركة تطوير للأبحاث دراسة استقصائية حول طبيعة سوق العمل في ليبيا بالتعاون مع برنامج الأمم المتحدة الإنمائي وبالتمويل من الاتحاد الأوروبي والحكومة اليابانية كما تُعد الدراسة التي نُشرت في سبتمر 2021 إحدى أكبر الدراسات التي أُجريت عن سوق العمل الليبي. تعزو الدراسة دوراً رئيسياً للقطاع الخاص الليبي بوصفه مُحركاً للانتعاش الاقتصادي وأظهرت الدراسة أن قطاعات الزراعة والبناء والخدمات تتمتع بإمكانيات عالية لتوليد فرص عمل لليبيين والمهاجرين، كما سلطت الدراسة الضوء على الفجوة بين المهارات التي يطلبها القطاع الخاص الليبي وتلك المتوفرة في قوى العمل.

## وصلات خارجية
- تطوير للأبحاث - الموقع الرسمي